# シューピアリア
『シューピアリア』 (Superior) は、ichtys（イクシス）によるファンタジー漫画作品。『ガンガンパワード』（スクウェア・エニックス刊）2004年夏季号より連載開始。2009年の同誌休刊後は『月刊Gファンタジー』（同）へ移籍し、5月号より「シューピアリア・クロス」へ改題して2011年8月号まで連載していた。2007年にドラマCDをフロンティアワークスより発売。

## あらすじ
勇者エクサに恋した魔王シーラは、旅先で様々な体験をする。砂漠で倒れていた少年との出会い、信頼できる仲間たちとの出会い、魔王という立場ゆえの苦悩と葛藤。一方で勇者も王の方針であるモンスターの殲滅と自身の信念であるモンスターとの共存という夢との狭間で揺らいでいた。そしてその頃、魔王不在の間の代理として生み出されたコピーは世界を支配すべく人間殲滅のための行動をより加速させていた。
魔王が勇者に恋をした
強大な魔力でモンスターを統率する魔王シーラ。そしてその魔王を倒すべく選ばれた勇者エクサ。二人は出会い、そしてシーラはエクサにを好きになったと告げ半ば強引に仲間となる。当初は隙をみてエクサを抹殺するつもりだったシーラであったが、エクサが瀕死となったことをきっかけにシーラは本気にエクサのことを好きになってしまったことに気づく。一方でエクサはシーラが魔王であることに気づかず、またシーラはそれを秘密にしている。
命あるものの死は辛い
エクサはモンスターを含め「生き物を殺さない」ことを信念にしている。そのため時に人間側からモンスターの味方をしているのではないかと反発されることがしばしばあり、果てにはその事実を知った人間の王にまで死刑を宣告されるようなことも。その信念は、まだエクサが幼かった時代に町が魔王シーラの指揮によって襲われ、彼の両親を含め町すべての人が命を奪われたこと、その惨状の中でシーラと対峙し魔王というものを知ったこと（この時、エクサはシーラの顔を確認できていない）、そして当時ともに行動をともにしていたモンスターが自分を救ってくれたことからきている。またそれをきっかけにエクサは世界を救うため勇者となることを決意した。一方で「魔王だけは倒す」という信念もあわせもっている。
仲間
並外れた力を持ってモンスターを統率し人々を恐怖で震え上がらせる魔王シーラ。だがその力で恐怖を与えれば与えるほど彼女は孤独になっていった。しかし勇者エクサとの出会いやその仲間たちによって「仲間を信頼すること」「命の大切さ」などを学び、その気持ちに徐々に変化が生じ始める。なお、勇者の仲間には「勇者の右腕」とも呼ばれる剣士のラクシュリ、人とモンスターとのクォーターで強い魔力を持つアンジェリカがいる。
殲滅と共存
人間はモンスターを、モンスターは人間を殲滅させようとする混沌の世界。魔王であるシーラもエクサと出会うまでは人間の殲滅のために彼女の配下であるカガミの助言のもと指揮をとり、既に人間の半数を滅ぼしていた。シーラはエクサらと行動を共にするようになってからも自身のコピー（白シーラ）をつくることでその体制を維持しているが、コピーはオリジナル（シーラ）に対し反抗的で人間もろともオリジナルを消し去ろうと考えている。一方で人間の王もモンスターの支配から逃れるべく勇者を選出しモンスターを殲滅しようとしている。そんな世界情勢下でエクサは人とモンスターとの共存の道を模索するが、そこには様々な障害が待ち受けていた。

## 主な登場人物
声優はドラマCDのもの。
シーラ声 - 桑島法子
並外れた魔力をもっており、人間はもちろん味方であるモンスターさえも躊躇なく殺す魔王。しかし勇者エクサとの出会いで彼女の気持ちに変化があらわれる。
自分が魔王であることを伏せ、弱いモンスターであり好きになってしまったと告げることでエクサに近づき抹殺しようと試みるが、いつの間にかエクサのことを本気で好きになってしまった。
幼いときに仲良くなったドラゴンが人間によって殺されてしまい（正確には殺されたようにみえただけで、その後生存が確認される）、それをきっかけに人間に攻撃をしかけるようになった。その後カガミというモンスターによって魔王に推挙され、人間の半数を滅ぼすことになる。
勇者の仲間になってからは極力殺すことを止めているが、自分の正体がばれそうになった時は実力行使で黙らせようとする場面も若干見られる。
エクサ声 - 森久保祥太郎
勇者ながらも、魔王以外の生き物は絶対に殺さないという強い信念を持ち、モンスターと人間が共存できる世界を望んでいる。
剣の腕はもちろん、魔法も使いこなすが、“逃げる”のも得意。
稀にシーラを魔王ではないかと疑うが、すぐに思い違いであったという結論になる。
幼いときに自分の住んでいた町が魔王シーラの指揮のもと襲撃され両親や親しかった人々を失い、それがきっかけで勇者になり魔王を倒す決意を固める。この際、シーラと対峙し彼女の情の無さと力を知る（しかし互いに炎のせいで顔がわからず、後に再会しても気付かなかった）。
勇者となることを決めたエクサは、襲撃の際に助けてくれた男（第1回の勇者選抜試験で勇者になるもそれを辞した）に、剣の教えを請う。
名前の由来は10の18乗を表す単位から。
ラクシュリ声 - 森田成一
「勇者の右腕」とも呼ばれる二刀流の剣士。剣の腕は超一流。戦闘時には刀は鞘から抜かない主義。その理由は、勇者の信念に従い敵を斬らないためと、超重量級の鞘をつけることによって自らの力をセーブするためである。
エクサと出会ったのは勇者を決める選抜試験の決定戦。当時自らの力に溺れていたラクシュリはエクサに打ち負かされ、その時にエクサに協力することを誓った。それ以来エクサに絶対の信頼を置いている。
非常に女好きでシーラにも好意を寄せているが、アンジェリカだけは苦手の様子。
アンジェリカ声 - 釘宮理恵
エクサの仲間の一人。魔法使いであり、強大な魔力を有する。その強大さゆえ普段はロッドで制限をかけるほど。
祖父母の代にモンスターがいるいわゆるクォーターであり、右目が純血の人間とは異なる。このため生まれ育った村でも差別的な扱いを受けていたが、勇者と出会うことで生まれ変わる。強大な魔力を有しているのもこのため。トラブルを避けるためか、普段は右目を覆うように前髪を伸ばし隠している。ロッドの宝石で自分の魔力を制限している。
白シーラ / 魔王のコピー声 - 甲斐田裕子
シーラが自分が不在の間に代理として生み出した影武者。オリジナルとは色が異なる。材料はシーラ自身の一部と土。
残虐非道でオリジナルもろとも人間を殲滅しようと企んでいる。更なる魔王の分身「サード」を作り出した張本人。
勇者やシーラと対峙したことでしだいに自分一人の力では勝てないと判断し、完全な独裁体制からの方向転換をはかろうとしている。
カガミ声 - 子安武人
魔王直属の部下。シーラを魔王として推挙し人間殲滅を図るなど冷酷なモンスターのはずなのだが、魔王に押されっぱなしで存在が薄く損な役回り。
アレキア・オブシディアス
人間界を統べる王。愛する后を失ったことをでモンスター殲滅を決意。のちに魔王の存在を知り、勇者を選抜して魔王討伐を計画する。
城に侵入してきたモンスターに刺され、もともと病持ちの体で無理をしていたのも相まって回復魔法も効かず死亡。死の寸前に真実を知りエクサの考えを理解するも、息子のジュノー王子に全てを託して逝く。
ジュノー声 - 斎賀みつき
アレキア・オブシディアス王の息子で王子。物事を見抜く才がある少年でエクサに興味を持つ。当初は王と同じくモンスター殲滅こそが世界平和へとつながると考えていたが、のちに勇者の考えに同調。王の死後もその考えを貫く方針。
ジン声 - 杉山紀彰
ドラマCDオリジナルキャラクター。
リーク声 - 保志総一朗
ドラマCDオリジナルキャラクター。
翁めぐみ声 - チョー
モンスターの一種。その名の通り能に使われる翁の面のような姿をしている。思わずエクサも一瞬殺意を持ってしまう。おやじ遥という息子がいるらしい。シーラに料理の材料にされたり、花束の代わりにされたり、魔法によってシーラやエクサと体をいれかえられたり（本人は8頭身になれてうれしかったらしい）といったいじられキャラである。若いころはかなりのイケメンだった。

## 世界情勢
人間とモンスターとの覇権争いは昔からあり、人間はモンスターに脅かされ、モンスターは人間に脅かされるという構造が長期にわたり続いている。近年になってモンスター側の狡猾さが増し、のちに魔王（シーラ）という存在が確認される。度重なる街や村の陥落により、人間側は半数が死滅。このような中、人間側は勇者を擁立して魔王を討伐する計画を打ち出す。そこで選抜されたのがエクサである。なお、モンスター側にも勇者の存在は知れ渡っている様子。この勇者エクサと魔王シーラとの出会い以後、モンスター側による街や村の陥落はなくなっていたが突如としてアレキア・オブシディアス王のいる城内にモンスターが人間に化けて襲撃、王も含め多数の死者を出す事件が発生し、息子のジュノーが王位を継承することとなる。

## 用語解説
勇者
アレキア・オブシディアス王の主導で行われた魔王を討伐するために選出された人間。この選抜試験は5回行われたが、1回目の者は辞退、2-4回目はモンスター側に敗北、もしくは逃亡した罪により王によって処刑された。5回目の試験で選出されたのがエクサ。
魔王
カガミによって、モンスターの統率と人間の殲滅を目的に生み出された存在。シーラ。のちにシーラのコピーが代理としてその地位につく。
モンスター
人間と敵対する勢力で種族などは多種多様。ドラゴンなどもこれに含まれるが基本的に魔王の管轄外。

## 単行本
シューピアリア
- ichtys 『シューピアリア』 スクウェア・エニックス〈ガンガンコミックス〉、全9巻
  1. 2005年4月22日発行（2005年3月22日発売）、ISBN 4-7575-1392-5
  2. 2006年1月22日発行（2005年12月22日発売）、ISBN 4-7575-1588-X
  3. 2006年12月22日発行（2006年11月22日発売）、ISBN 4-7575-1813-7
  4. 2007年3月22日発行（2007年2月22日発売）、ISBN 4-7575-1945-1
  5. 2007年9月22日発行（2007年8月22日発売）、ISBN 4-7575-2080-8
  6. 2008年3月22日発行（2008年2月22日発売）、ISBN 4-7575-2218-5
  7. 2008年7月22日発行（2008年6月21日発売）、ISBN 4-7575-2302-5
  8. 2009年1月22日発行（2008年12月22日発売）、ISBN 4-7575-2460-9
  9. 2009年5月22日発行（2009年4月22日発売）、ISBN 4-7575-2539-7

シューピアリア・クロス
- ichtys 『シューピアリア・クロス』 スクウェア・エニックス〈Gファンタジーコミックス〉、全6巻
  1. 2009年9月26日発売、ISBN 978-4-7575-2691-4
  2. 2010年3月27日発売、ISBN 978-4-7575-2835-2
  3. 2010年7月27日発売、ISBN 978-4-7575-2949-6
  4. 2010年11月27日発売、ISBN 978-4-7575-3079-9
  5. 2011年6月27日発売、ISBN 978-4-7575-3215-1
  6. 2011年10月27日発売、ISBN 978-4-7575-3401-8

## ドラマCD
- ドラマCD シューピアリア（発売元：フロンティアワークス）：2007年発売